# Djomb

Djomb (bien ou quoi) est un single composé et interprété par le rappeur Bosh, inclus dans l'album Synkinisi publié en 2020. Il apparaît dans la série Validé diffusée sur Canal +, dans laquelle Bosh joue le rôle de Karnage.

## Conception
Le rappeur indique qu'il ne voulait pas sortir ce titre, le trouvant trop « facile », ainsi que le montre ses propos : « Il est lourd, mais, sans être prétentieux, Djomb c'est de la facilité. Vocalement parlant, ce n'est pas une dinguerie, c'est de l'amusement, du délire. Pour tout dire, je voulais le supprimer de l'album ».

## Audience
Le titre atteint le top 100 des titres les plus écoutés dans le monde sur les plateformes de streaming audio. Il est également certifié single de diamant.

## Critique
Bertrand Dicale, pour France Info, estime que les paroles du titre sont sexistes, jugeant que le protagoniste masculin s'adonne au harcèlement de rue et procède à une inversion des responsabilités, en rendant la protagoniste féminine « coupable d'être désirable ».